# Adrienne Rich

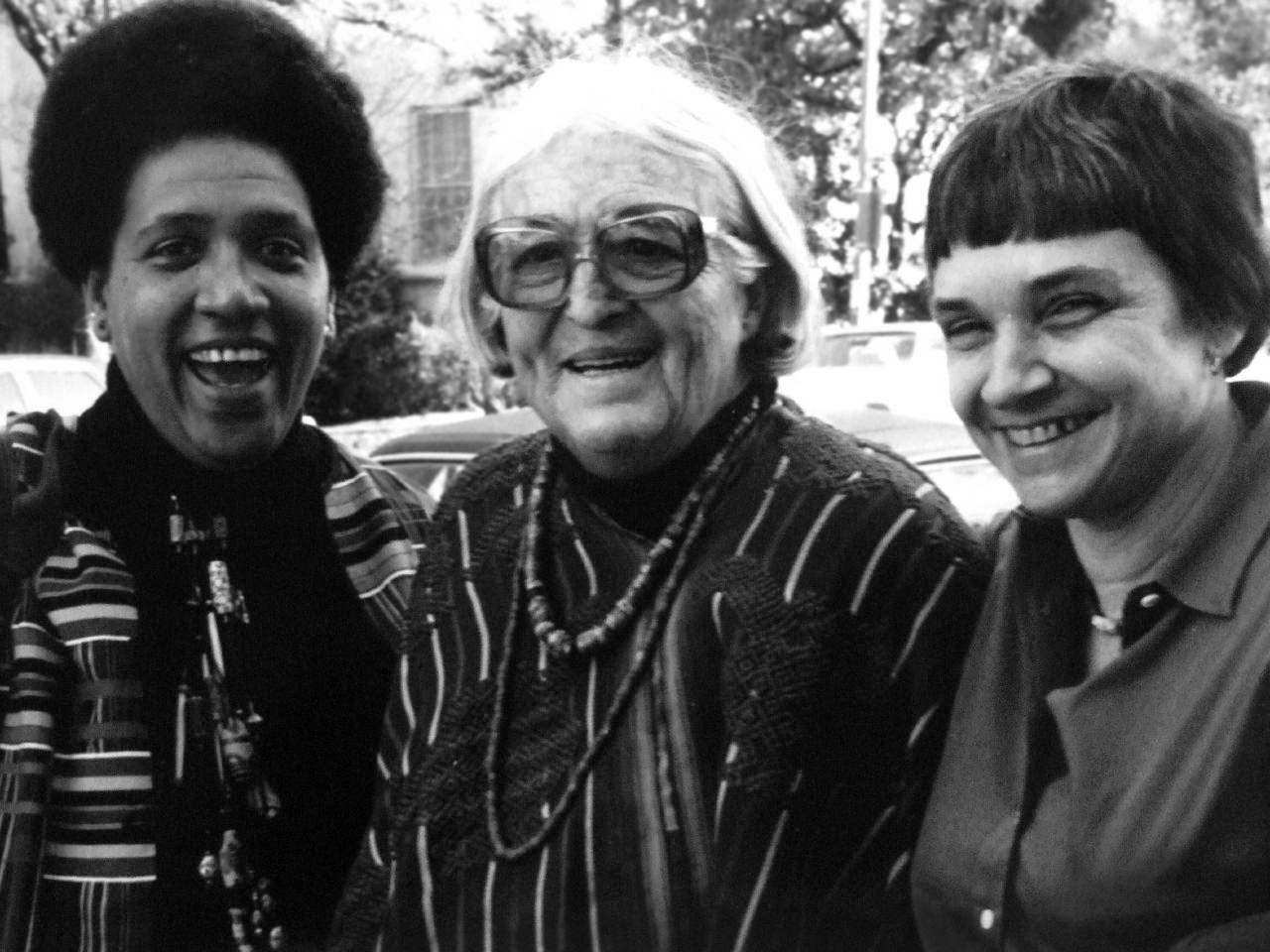
Adrienne Rich (rechts) in 1980 met schrijver Audre Lorde (links) en Meridel Le Sueur.

Adrienne Cecile Rich (Baltimore, 16 mei 1929 - 27 maart 2012) was een politiek en sociaal geëngageerde Amerikaanse dichteres, docente, essayiste, woordvoerster voor de lesbische belangen en feministe.

## Jeugd en vroege volwassenheid
Met haar vader had Adrienne Rich een liefde-haat-verhouding. Hij wakkerde haar liefde voor de literatuur aan, maar was ook heel veeleisend en wilde dat ze er voortdurend naar streefde om haar hoogste ambities te bereiken. Haar moeder, die na haar huwelijk een veelbelovende carrière als pianiste en componiste had opgegeven, steunde hem in zijn voornemen om een wonderkind te maken. Adrienne Rich was een vroegrijp kind, en schreef in haar jeugd al verschillende gedichten, waaronder "Sources", waarin ze zich beschrijft als een kind dat hard werkte om te voldoen aan de verwachtingen van haar ouders. Haar zuster Cynthia en zij kregen eerst thuisonderwijs van haar ouders en gingen pas naar school toen ze naar de vierde klas konden. Rich studeerde in 1951 af aan Radcliffe College met een Bachelor of Arts-graad. Op de universiteit las ze moderne Britse en Amerikaanse dichters zoals Wallace Stevens, Robert Frost en W. H. Auden. Haar eerste dichtbundel, A Change of World, gepubliceerd in hetzelfde jaar dat ze afstudeerde, toont de invloed van deze dichters. Haar carrière als schrijver werd gelanceerd toen ze in 1951, op 22-jarige leeftijd, door W. H. Auden werd gekozen voor de Yale Younger Poets Award.

## Carrière en engagement
Adrienne Rich werd een van de meest gelezen en invloedrijkste dichters uit de tweede helft van de 20e eeuw. Doorheen de vele dichtbundels die ze schreef is een stilistische evolutie merkbaar vanaf formele poëzie naar een meer persoonlijke en krachtige stijl. Tot haar bekendste gedichten behoren "Diving Into The Wreck" en "Aunt Jennifer's Tigers". Met Diving into the Wreck (1973) won ze de National Book Award. Ze accepteerde deze prijs samen met twee finalisten, Audre Lorde en Alice Walker, in naam van alle vrouwen. Rich behaalde als dichter nog andere onderscheidingen. Zo werd ze onder meer bekroond met de Bollingen Prize in 2003 en in 2010 ontving zij de Lifetime Recognition Award from the Griffin Poetry Prize.
Naast haar werk als dichter kwam ze ook op voor de rechten van lesbische vrouwen en schreef ze als feministe verschillende studies, waaronder in 1976 het controversiële Of Woman Born: Motherhood as Experience and Institution. Zij had uitgesproken, politieke meningen. In 1997 weigerde ze de National Medal of Arts in ontvangst te nemen, omdat ze vond dat de politiek van de toenmalige president Bill Clinton in strijd was  met haar ideeën over kunst. Adrienne Rich doceerde aan tal van universiteiten in de Verenigde Staten, waaronder die van Stanford en Cornell.
Rich overleed op 27 maart 2012 te Santa Cruz aan reumatoïde artritis.

## Werken

### Non-fictie
- Of Woman Born: Motherhood as Experience and Institution, 1976, Norton
- On Lies, Secrets and Silence: Selected Prose, 1966–1978, 1979
- Blood, Bread, and Poetry: Selected Prose, 1979–1985, 1986 (met het essay: "Compulsory Heterosexuality and Lesbian Existence", waarin zij verplichte heteroseksualiteit introduceert)
- What Is Found There: Notebooks on Poetry and Politics, 1993
- Arts of the Possible: Essays and Conversations, 2001, Norton
- Poetry and Commitment: An Essay, 2007
- A Human Eye: Essays on Art in Society, 1997–2008, 2009

### Gedichtenbundels
- A Change of World. Yale University Press (1951).
- The Diamond Cutters, and Other Poems. Harper (1955).
- Snapshots of a daughter-in-law: poems, 1954-1962. Harper & Row (1963).
- Necessities of life: poems, 1962-1965. W.W. Norton (1966).
- Selected Poems. Chatto & Hogarth P Windus (1967).
- Leaflets. W.W. Norton (1969). ISBN 978-0-03-930419-5.
- The Will to Change: Poems 1968-1970. Norton (1971).
- Diving into the Wreck. W.W. Norton (1973). ISBN 978-0-393-31163-1.
- Poems: Selected and New, 1950-1974. Norton (1975). ISBN 978-0-393-04392-1.
- Twenty-one Love Poems. Effie's Press (1976).
- The Dream of a Common Language. Norton (1978). ISBN 978-0-393-04502-4.
- A Wild Patience Has Taken Me this Far: Poems 1978-1981. W. W. Norton & Company, Incorporated (1982). ISBN 978-0-393-31037-5. (herdruk 1993)
- Sources. Heyeck Press (1983).
- The Fact of a Doorframe: Poems Selected and New, 1950-1984. W. W. Norton & Company, Incorporated (1984). ISBN 978-0-393-31075-7.
- Your Native Land, Your Life: Poems. Norton (1986). ISBN 978-0-393-02318-3.
- Time’s Power: Poems, 1985-1988. Norton (1989). ISBN 978-0-393-02677-1.
- An Atlas of the Difficult World: Poems 1988-1991. Norton (1991). ISBN 978-0-393-03069-3.
- Collected Early Poems, 1950-1970. W. W. Norton & Company, Incorporated (1993). ISBN 978-0-393-31385-7.
- Dark Fields of the Republic: Poems, 1991-1995. W.W. Norton (1995). ISBN 978-0-393-03868-2.
- Selected poems, 1950-1995. Salmon Pub. (1996). ISBN 978-1-897648-78-0.
- Midnight Salvage: Poems, 1995-1998. Norton (1999). ISBN 978-0-393-04682-3.
- Fox: Poems 1998-2000. W W Norton & Co Inc (2001). ISBN 978-0-393-32377-1. (herdruk 2003)
- The School Among the Ruins: Poems, 2000-2004. W. W. Norton & Co. (2004). ISBN 978-0-393-32755-7.
- Telephone Ringing in the Labyrinth: Poems 2004–2006. ISBN 978-0-393-06565-7.
- Tonight No Poetry Will Serve: Poems 2007-2010. ISBN 0-393-07967-8.